# フランス航空教育団

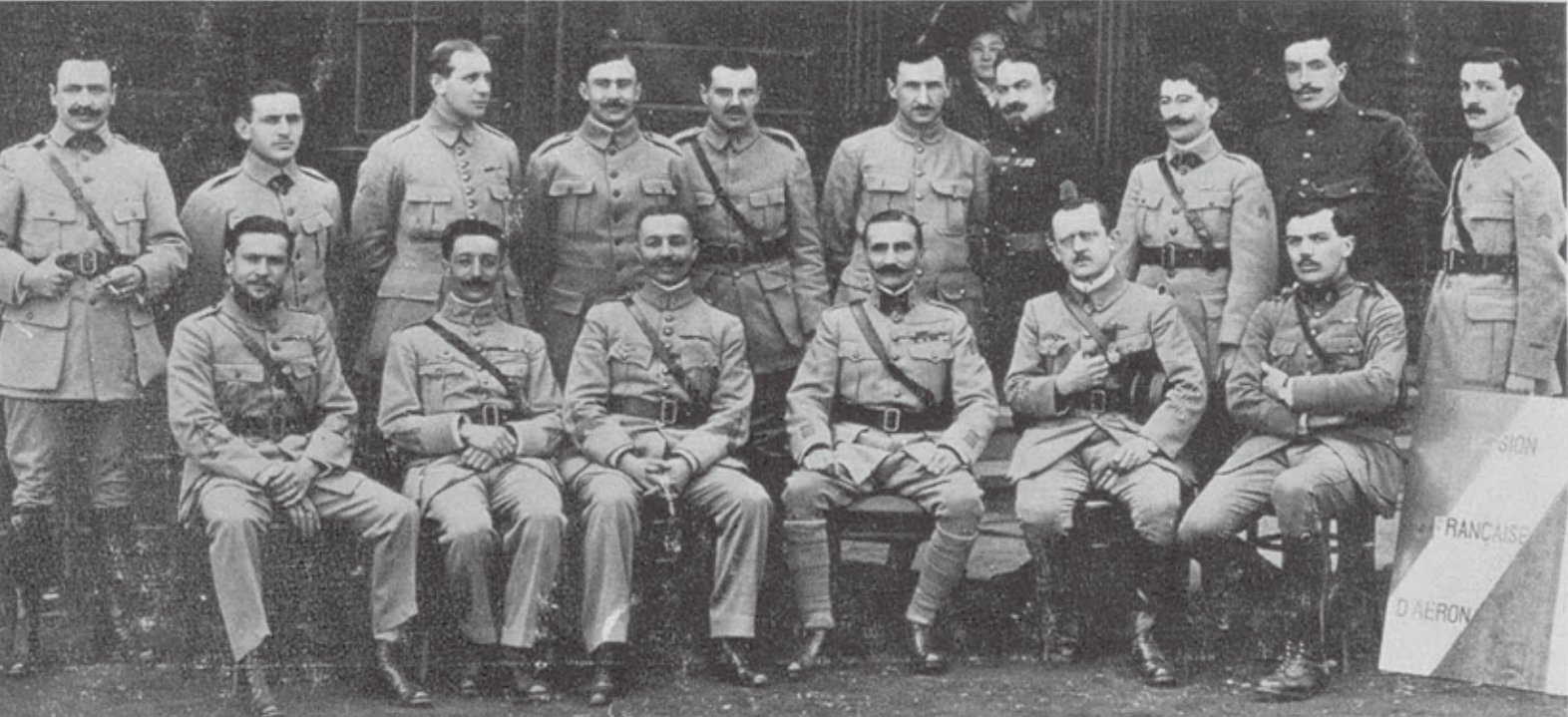
フランス航空教育団

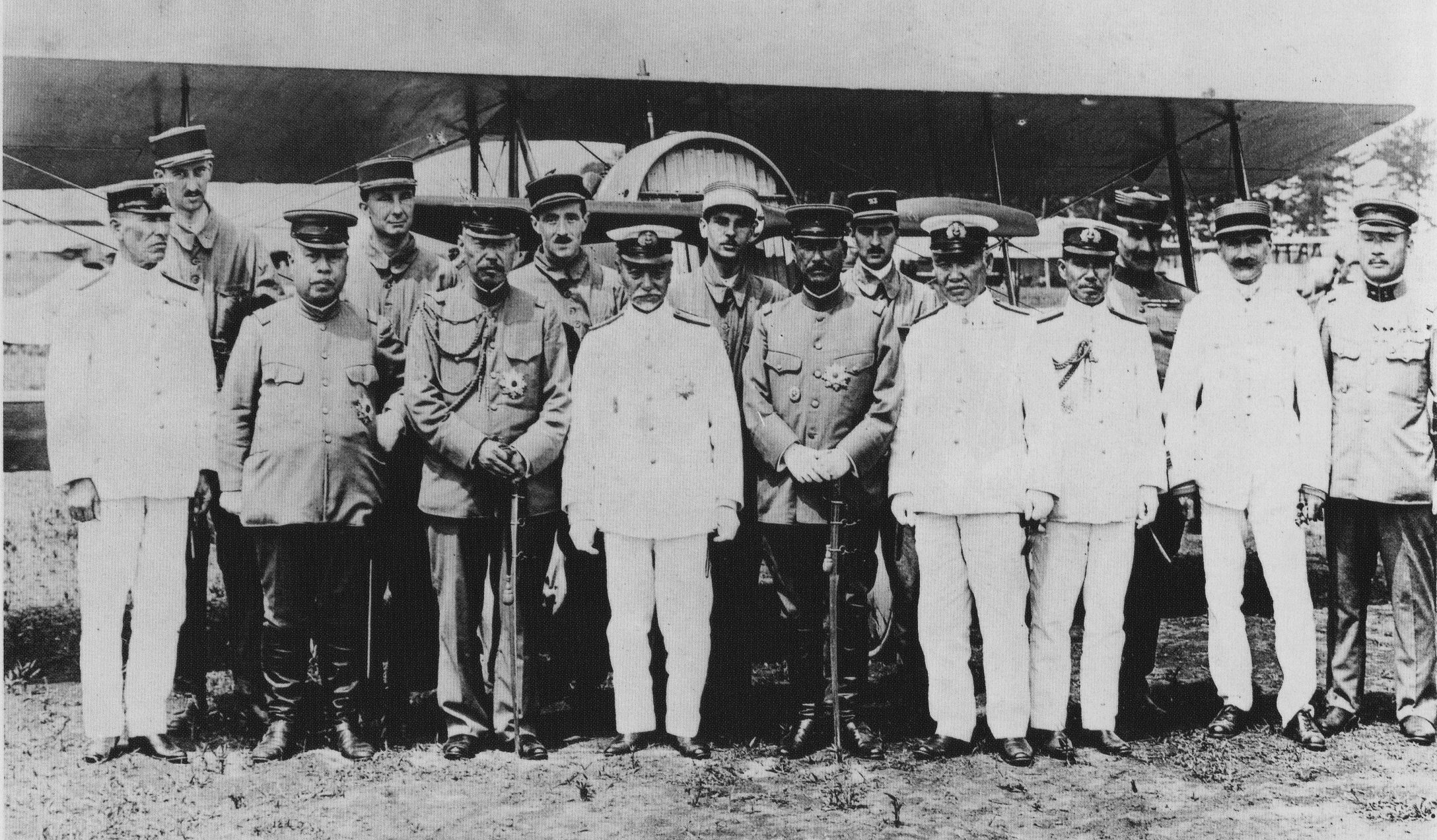
東郷平八郎と教育団のメンバー、岐阜にて

フランス航空教育団（フランスこうくうきょういくだん）は、大日本帝国陸軍の招聘により、最新航空機の運用・製造を指導するためにフランス政府が派遣した航空教育団である。団長のジャック・アンヌ・マリー・ヴァンサン・ポール・フォール中佐（日本滞在中の9月13日に大佐に昇進）に率いられ、1919年（大正8年）1月から1920（大正9年）年4月にかけて、最大60数名の指導員が日本陸軍に航空技術などを指導した。フォール教育団とも呼ばれる。

## 概要
1918年（大正7年）春、日本陸軍がフランス製航空機及び製造機材の購入を交渉したところ、航空機を買っても使用方法や操縦ができなければ、次に起こる戦争に間に合わないとフランス側から言われ、教育団を派遣してもらえることとなった。1917年（大正6年）にロシア革命が起きた際、フランスがシベリア出兵を依頼した経緯、第一次世界大戦への日本の貢献もあり、日本への派遣に協力的であった。フランス製航空機の購入を条件として、渡航費や滞在中の給与はすべてフランス政府が負担している。
日本国内では教育団招聘について、読売新聞が1月18日付社説「佛國航空將校團を歡迎す」を掲載し、朝日新聞も将校団の動向を多数記事にする等、関心を集めた。
1919年（大正8年）8月末で終了予定であったが、日本政府の依頼により、以降の残留経費は日本の陸軍省負担ということで、1920年3月までの延長が決まった。航空教育団は徐々に帰国し、最終的に1920年4月12日、アメリカ経由で帰路についた。

## 教育科目
日本全国に分かれて10科目の教育が行われた。
1. 飛行機操縦及び空中戦闘法（岐阜県、各務原）
2. 偵察写真・無線通信術（千葉県、下志津）
3. 空中射撃術（静岡県、浜名湖）
4. 爆撃術（静岡県、三方ヶ原）
5. 機関工術（東京都、東京砲兵工廠）
6. 気球に関する教育（埼玉県、所沢）
7. 機体製作術（埼玉県、所沢）
8. 発動機製作術（愛知県、熱田）
9. 水上機取扱（埼玉県所沢と神奈川県追浜）
10. 軍用鳩（東京都、中野）

## 使用機材
- サルムソン 2A2
- ニューポール 24
- スパッドXIII
- ブレゲ XIV
- カコ―式気球など

## 影響
フランス航空教育団の派遣がきっかけで、川崎造船所、三菱内燃機、中島飛行機製作所、東京瓦斯電機工業などでフランス製の航空機、エンジン等のライセンス生産が行われるようになり、黎明期の日本の航空機産業に大きな影響を与えた。

## 関係項目
- センピル教育団 - 本教育団の成功を受けて海軍がイギリスから招いた教育団
- 松本零士 - 父・松本強が陸軍下士官時代にフランス航空教育団の指導を受けていた[1]。